# Mỏ than Nông Sơn
Mỏ than Nông Sơn là một mỏ than đá ở vùng đất huyện Quế Sơn tỉnh Quảng Nam, Việt Nam.
Mỏ than có trữ lượng 3,5 triệu tấn. Mỏ còn được gọi là Mỏ Nông Sơn, ở cách Đà Nẵng 30 km.

## Lịch sử
Mỏ than Nông Sơn hoạt động từ năm 1878 thời nhà Nguyễn khi triều đình cấp giấy phép cho thợ người Hoa đến khai thác tuy cách làm mỏ chỉ là thủ công thô sơ. Công ty Sociéte des Docks et Houilleries de Tourane của người Pháp sau đó lãnh thầu nhưng đến năm 1906 cũng bỏ. Tiếp đến là Brizard rồi Debeaux xúc tiến khai mỏ. Công việc ngưng từ trước Đệ Nhị Thế chiến vì vỉa than trên cùng đã cạn và thợ không có vốn để mở rộng việc khai thác sâu trong lòng đất.
Vì đây là mỏ than duy nhất ở phía nam vĩ tuyến 17 nên Việt Nam Cộng hòa đặt ưu tiên khôi phục lại Nông Sơn làm một phần trong kế hoạch xây dựng khu kỹ nghệ An Hòa. Năm 1957 chính phủ Đệ Nhất Cộng hòa đưa mỏ than trở lại hoạt động; bốn năm sau tức 1961 khai thác được 80.000 tấn than với cơ quan USAID tài trợ kinh phí hai triệu USD. Đến năm 1962 thì tăng lên thành 120.000 tấn với hơn 1000 nhân công thợ mỏ. Mục tiêu sản xuất là đạt 150.000 tấn mỗi năm.
Than ở Nông Sơn có nhiều lưu huỳnh nên quá trình sản xuất phải rửa quặng để lọc bỏ trước khi tinh chế. Năm 1961 Tổng thống Ngô Đình Diệm lên Nông Sơn khánh thành nhà máy lọc than.
Than đá từ Nông Sơn được chở bằng thuyền trên sông Thu Bồn đến Kỳ Lam để chuyển lên đường sắt.
| Số liệu than đá mỏ Nông Sơn | Số liệu than đá mỏ Nông Sơn |
| năm                         | tấn                         |
| --------------------------- | --------------------------- |
| 1907                        | 10.125                      |
| 1908                        | 16.855                      |
| 1909                        | 17.397                      |
| 1910                        | 16.175                      |
| 1911                        | 7.764                       |
| 1912                        | 12.445                      |
| 1913                        | 13.000                      |
| 1914                        | 7.900                       |
| 1915                        | 13.600                      |

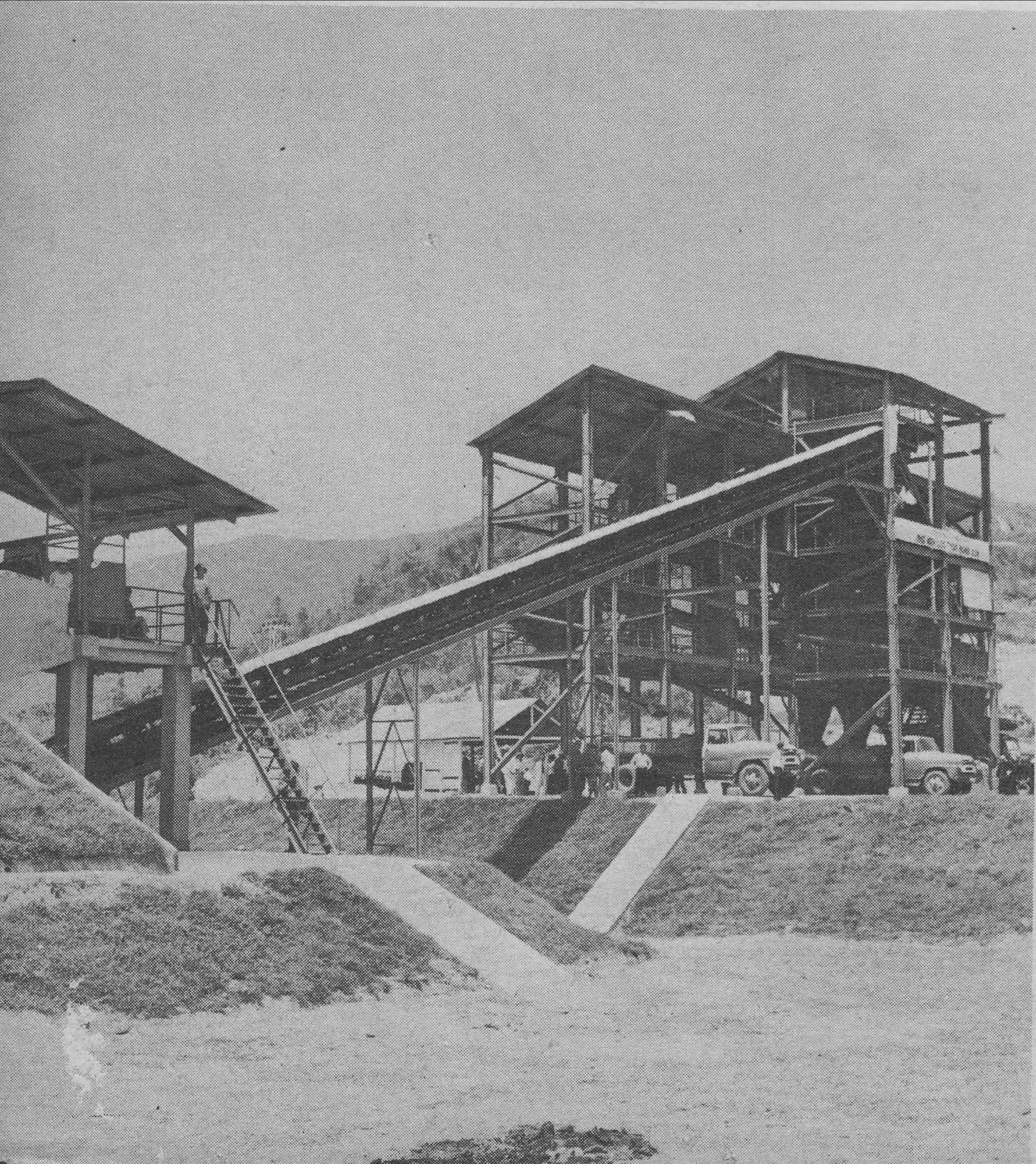
Mỏ than Nông Sơn năm 1961

Tháng 7 năm 1967 mỏ Nông sơn bị quân cộng sản tấn công.